# A királyné nyakéke (film, 2001)
Az A királyné nyakéke (eredeti cím: The Affair of the Necklace) 2001-es amerikai történelmi filmdráma, amelyet Charles Shyer rendezett. A forgatókönyvet a XVI. Lajos király uralkodása alatt megtörtént franciaországi botrány alapján John Sweet készítette. A produkció főbb szerepeiben Hilary Swank, Jonathan Pryce, Simon Baker és Adrien Brody. 2001. november 20-án mutatták be az Egyesült Államokban. Magyarországon 2002. november 21-től vetítették a mozikban. A filmet egy Oscar-díjra jelölték a legjobb jelmeztervezés kategóriában a 74. Oscar-gálán.

## Cselekmény
1767-ben a fiatal Jeanne St Remy de Valois végignézte, ahogy apját a királyi katonák meggyilkolják. A családi birtokot elveszik a Valois családtól, édesanyja pedig meghal. Azóta Jeanne arra törekszik, hogy helyreállítsa a Valois nevet és visszaszerezze a család kastélyát. 1784-ben Jeanne hozzámegy a nőcsábász Nicolas De La Motte grófhoz, de hiába igyekszik Mária Antónia királynéval találkozni. Egy nap megismeri Rétaux de Villette-et, aki megtanítja a nőt az udvari etikettre, és elintézi neki, hogy találkozzon egy miniszterrel. A miniszter nem lát lehetőséget arra, hogy Jeanne visszakapja a családi birtokot, de Rétaux segítségével új utakat keres. 
Jeanne megtudja, hogy Rohan bíboros Richeliu utódja akar lenni, de nem élvezi a királyné kegyeit. Jeanne leveleket ír a királyné nevében Rohannek, aki elhiszi, hogy kibékültek, és a bíboros Jeanne-ék pártfogoltja lesz. Ahogy a nő befolyása növekszik, két ékszerész, Böhmer és Bassenge, úgy döntenek, hogy Jeanne-t bízzák meg gyémántból készült nyakláncuk értékesítésére. A királyné már kétszer visszautasította őket, és félő, hogy tönkremennek. Jeanne rábeszéli Rohan bíborost, hogy vásárolja meg a nyakláncot a királynénak. Közben felbérel egy színésznőt, hogy játssza el a királyné szerepét. Rohan a színésznővel való találka után kezesként lép fel a nyakláncért. Rétaux királyi küldöncnek álcázva magát, elviszi a nyakláncot, Jeanne pedig eladja a gyémántokat, és vissza tudja vásárolni a családi birtokát. 
Mikor férjét majdnem elkapják Párizsban, Jeanne értesíti az ékszerészeket, hogy a királyné nem akarja a nyakláncot, és a bíboros kezesként megtéríti a költségeket. A nő arra számít, hogy Rohan fizetni fog, hogy elkerülje a botrányt, de nem számol vele, hogy az ékszerészek beszélnek. A királyi pár beidézi Rohan bíborost, aki megsérti a királynét személyeskedő megszólításával, és börtönbe vetik. Lajos király tudomást szerez a nyakláncos átverésről, és mindenkire elfogató parancsot ad. Rétaux és Nicolas gróf el tud menekülni, de Jeanne-t börtönbe zárják. A bíróság felmenti a bíborost, de Jeanne-t megkorbácsolják és megbélyegzik. A nyakláncos átverés a nyilvánosság elé kerül, és botrány keveredik belőle annak ellenére, hogy a királyné sosem vásárolta meg a nyakláncot. Az ügy elindítja a francia forradalmat, aminek során Mária Antónia királynét lefejezik. Jeanne megszökik a börtönből, és Londonba megy, ahol kiadja emlékiratait. Fiatalon veszti életét, mikor kiesik egy hotel ablakából.

## Szereplők
| Szerep                    | Színész            | Magyar hangja   |
| ------------------------- | ------------------ | --------------- |
| Jeanne St. Remy de Valois | Hilary Swank       | Pikali Gerda    |
| Louis de Rohan bíboros    | Jonathan Pryce     | Forgács Gábor   |
| Rétaux de Villette        | Simon Baker        | Czvetkó Sándor  |
| Nicolas De La Motte gróf  | Adrien Brody       | Schmied Zoltán  |
| Breteuil báró             | Brian Cox          | Barbinek Péter  |
| Marie-Antoinette          | Joely Richardson   | Tóth Auguszta   |
| XVI. Lajos király         | Simon Shackleton   | n.a             |
| Nicole Leguay d'Oliva     | Hermione Gulliford | n.a             |
| Cagliostro gróf           | Christopher Walken | Várkonyi András |
| Jeanne fiatalon           | Hayden Panettiere  | n.a             |
| Böhmer ékszerész          | Paul Brooke        | n.a             |

## Fogadtatás

### Kritikai visszhang
A filmet negatívan fogadták a kritikusok. A Rotten Tomatoeson 15%-os minősítést ért el 62 értékelés alapján, az összefoglaló szerint: „Az udvari intrikákról szóló film, A királyné nyakéke inkább unalmasnak, mint szaftosnak bizonyul. Swank laposnak és rossz szereposztásnak tűnik Jeanne központi szerepében.” Jay Carr a Boston Globe-tól azt írta: „Az egész film összefüggéstelen darabok sorozatának tűnik, egy vászonnyi vasreszeléknek, amely hiába várja a mágnest, amely egységes mezőbe rendezi őket.” Roger Ebert szerint: „A történetmesélést reménytelenül veszélyezteti a film azon döntése, hogy Jeanne-nal szimpatizál.” John Petrakis a Chicago Tribune-től azt írta: „Shyer ... kevés érzéket mutat egy kosztümös bűnözős filmhez.”
A Metacritic 42 pontot adott a 100-ból 22 vélemény alapján. Kevin Thomas a Los Angeles Timestól azt írta: „Shyer és Sweet következetesen tisztán és egyre mélyebben jeleníti meg Jeanne merész ármánykodását és céltudatos elszántságát; az élénk szellemesség hangja könnyedén átadja helyét a meghatónak és végül a tragédiának.” Jonathan Rosenbaum a Chicago Readertől azt írta: „Úgy tűnik, senki sem tudja, hogy mit csinál ebben a pazar, de meglehetősen üres korabeli divatbemutatón, eltekintve az olyan komikus túljátszóktól, mint Christopher Walken és Jonathan Pryce, akik úgy tűnik, buzgón töltik ki a kollégáik által hagyott űrt.” Jonathan Foreman a New York Posttól azt írta: „Nehéz elképzelni, hogy Shyer és a forgatókönyvíró John Sweet hogyan tudta volna ezt a történetet durvábban, szarabbul vagy kevésbé érdekesen vászonra vinni.”

### Bevétel adatai
A Box Office Mojo szerint a film 1 millió dolláros bevételt ért el, a költségvetésről nincs adat.

## Fontosabb díjak és jelölések
- 74. Oscar-gála: Legjobb jelmeztervezés (jelölés)